# Черна Вода
Че́рна Вода́ (болг. Черна вода) — село в Тирговиштській області Болгарії. Входить до складу общини Антоново.

## Населення
За даними перепису населення 2011 року у селі проживали 74 особи, усі — турки.
Розподіл населення за віком у 2011 році:
Динаміка населення: